# الرجل الحديدي (رواية)
الرجل الحديدي: قصة للأطفال في خمس ليالي The Iron Man: A Children Story in Five Nightsهي رواية خيال علمي صدرت عام 1968 بقلم للكاتب البريطاني تيد هيوز، نشرت لأول مرة من دار نشر فابر آند فابر في المملكة المتحدة مع رسوم إيضاحية لجورج أدامسون.
يصفها البعض بأنها حكاية خرافية عصرية،  وهي تحكي قصة الوصول غير المتوقع لـ «رجل معدني» عملاق غامض إلى إنجلترا، ينشر الدمار في الريف بأكله لمعدات المزارع الصناعية، قبل أن يصادق صبيًا صغيرًا ويدافع عن العالم ضدتنين من الفضاء الخارجي. وكتب هيوز رواية متابعة لها هي رواية «المرأة الحديدية» لتعميق السر إلى هو ما بعد نقد الحرب والصراع بين البشر (1993)، وفيها يبرر العقاب على أساس الموضوعات البيئية المتعلقة بالتلوث.